# Jacques Visschers
Jacobus Marinus Petrus (Jacques) Visschers (Amsterdam, 6 december 1940 – Breda, 22 augustus 2020) was een Nederlands voetballer die zijn gehele carrière uitkwam voor NAC. Tijdens zijn spelersloopbaan werd hij bestuurslid van spelersvakbond VVCS. Nadat hij was gestopt, bleef hij betrokken bij het voetbal als elftalleider en bestuurslid van NAC en lid van de diverse commissies van de KNVB.

## Loopbaan

### Beginjaren
Zijn ouders verhuisden in 1940, enkele maanden voor zijn geboorte, van Breda naar Amsterdam vanwege de veranderde werkkring van zijn vader Kees Visschers. Het gezin keerde na zeven jaar terug naar Breda.. Een jaar later meldde Jacques Visschers zich als achtjarige aan bij NAC. Dat was niet zo eenvoudig, omdat hij woonde in een buurt die meer betrokken was bij Baronie. Bovendien was NAC een neutrale club terwijl hij van huis uit katholiek was.
Als jeugdspeler was hij een aanvallende middenvelder. Op aanraden van oud-speler Cor Kools schoolde hij zich om tot aanvaller.

### Debuut
Visschers debuteerde als negentienjarige in het eerste elftal van NAC op 6 maart 1960 in de uitwedstrijd tegen Sittardia. Hij viel in voor de geblesseerde topschutter Leo Canjels en scoorde al na tien minuten de enige en winnende treffer (0-1). Hij kwam dat seizoen tot zes optredens waarin hij vier keer doel trof.
Met ingang van het seizoen 1960/61 kreeg hij een vaste plek in de voorhoede. Visschers scoorde veertien keer maar miste door militaire dienst in mei 1961 de ontknoping in het bekertoernooi. Hij verbleef met het militaire elftal tien dagen voor een toernooi in Turkije. NAC drong in die periode door tot de finale waarin Ajax met 3-0 te sterk was.

### Topscorer
In 1961 kreeg hij zijn eerste profcontract waarmee hij 1500 gulden per seizoen verdiende. In het seizoen 1961/62 werd hij voor het eerst clubtopscorer van NAC met zeventien treffers, vier meer dan Leo Canjels. Ook nu moest hij de eindfase van het bekertoernooi, waarin NAC sneuvelde in de kwartfinale tegen D.F.C., laten schieten. Hij speelde op 22 mei 1962 met de militaire ploeg een oefenduel tegen zijn eigen club NAC, om daarna voor een trip naar Athene af te reizen.
Kees Rijvers was in het volgende seizoen 1962/63 zijn medespeler bij NAC. Rijvers bracht zijn laatste voetbaljaar door bij zijn oude club. Visschers scoorde dat seizoen, net als een jaar eerder, zeventien maal.

### Pechjaar
Voor Visschers en NAC verliep het seizoen 1964/65 pechvol. De club degradeerde voor het eerst in de historie uit de Eredivisie. Terwijl NAC in de vorige drie jaar telkens in de top zes eindigde. De Bredase club geraakte al snel in de degradatiezone en kreeg te maken met veel geblesseerden. Ook Visschers kwam, door een liesblessure, in de lappenmand. Hij miste daardoor de beslissende slotfase van de competitie. Visschers rekende zichzelf de degradatie aan. “Ik heb altijd gezegd dat het mijn schuld was. Tot dan toe had ik elk seizoen wel tien tot vijftien goals gemaakt, maar dat seizoen slechts twee”. In die periode overwoog Visschers zijn actieve loopbaan te beëindigen, omdat het voetbal verhardde. Naar zijn mening waren de technisch aangelegde spelers hiervan het slachtoffer.

### Europa Cup
In het jaar na de degradatie eindigde NAC als derde in de Eerste divisie. Deze plek betekende promotie doordat de Eredivisie weer werd uitgebreid, van zestien naar achttien clubs.   
NAC bereikte in het seizoen 1966/67 opnieuw de bekerfinale die Ajax in de verlenging won (2-1). Ook ditmaal moest Visschers, door een blessure, de eindstrijd laten schieten. Hij was in het najaar van 1967 wel van de partij in de Europa Cup II. Omdat Ajax ook landskampioen was, mocht NAC als verliezend bekerfinalist deelnemen. 
Het debuut in de Europa Cup begon voor NAC op 21 september 1967 op Malta waar Floriana FC de tegenstander was. De Bredase ploeg won met 1-2 en Visschers scoorde beide doelpunten. De thuiswedstrijd, die op 12 oktober in het PSV-stadion in Eindhoven werd gespeeld, won NAC met 1-0. In de tweede ronde stuitte NAC op Cardiff City uit Wales. In de thuiswedstrijd, weer in Eindhoven, op 15 november opende Visschers de score (1-0) waarna de 1-1 gelijkmaker viel. In Wales ging NAC twee weken later met 4-1 onderuit en was uitgeschakeld.

### Afscheid
Visschers miste de eerste helft van het seizoen 1969/70. Hij kampte een halfjaar lang met rugklachten die lastig te verhelpen waren. Hij scoorde bij zijn rentree als invaller al na vier minuten op 28 december 1969 thuis tegen DOS (2-1).
Ook in het seizoen 1970/71 miste hij de seizoenstart. Visschers wachtte lang met het tekenen van zijn contract. Toen NAC de eerste drie competitieduels verloor, klonk de roep om zijn terugkeer steeds luider. Eind september kwam Visschers met de club tot overeenstemming.
Het competitieslot op 6 juni 1971 uit tegen MVV (3-1 verlies) was zijn laatste wedstrijd. Hij nam op dertigjarige leeftijd afscheid met een treffer.

### Na loopbaan
Tijdens zijn loopbaan werkte Visschers als hoofd administratie bij het bedrijf Fri-Jado. Van 1982 tot zijn pensionering in 2001 was hij financieel directeur bij importeur Nimox in Den Bosch. Hij bleef na zijn afscheid als speler betrokken bij het voetbal. Van 1967 tot 1977 was hij lid van het bestuur van spelersvakbond VVCS. Bij zijn afscheid werd hij benoemd tot lid van verdienste. Ook was hij bestuurslid van het Contractspelersfonds Betaald Voetbal (CFK).
In 1978 werd hij lid van de arbitragecommissie van de KNVB en in 1981 trad hij toe tot de financiële commissie van de Nederlandse voetbalbond. Hij was daarnaast elftalleider en bestuurslid technische zaken bij NAC. In 2003 ontstond een bestuurscrisis waarbij Visschers zijn taak neerlegde.

### Onderscheidingen
De KNVB reikte Visschers voor zijn verdiensten voor het Nederlands voetbal De Nederlandse Leeuw uit. In 2008 toen hij zestig jaar lid was, werd hij benoemd tot erelid van NAC Breda vanwege zijn inzet voor de club. Op 24 augustus 2008 ontving hij de koninklijke onderscheiding Lid in de Orde van Oranje-Nassau vanwege zijn grote verdiensten voor het vaderlands voetbal (NAC, VVCS en KNVB).
Het NAC Museum organiseerde in 2019, ruim een jaar voor zijn overlijden, een expositie over hem. Visschers werd op 28 april 2019 voor de thuiswedstrijd tegen PEC Zwolle in het zonnetje gezet als Legend of the Match. Hij was na Kees Kuijs de tweede oud-speler die deze huldiging ontving.
Visschers leed in zijn laatste jaren aan dementie en verbleef in een verzorgingstehuis in Bavel. Hij overleed op 22 augustus 2020 op 79-jarige leeftijd. De uitvaart vond vijf dagen later plaats in het Rat Verlegh Stadion.

## Clubstatistieken
| Seizoen | Club   | Land      | Competitie     | Competitie | Competitie | Beker | Beker | Internationaal | Internationaal | Overig | Overig | Totaal | Totaal |
| Seizoen | Club   | Land      | Competitie     | Wed.       | Dlp.       | Wed.  | Dlp.  | Wed.           | Dlp.           | Wed.   | Dlp.   | Wed.   | Dlp.   |
| ------- | ------ | --------- | -------------- | ---------- | ---------- | ----- | ----- | -------------- | -------------- | ------ | ------ | ------ | ------ |
| 1959/60 | NAC    | Nederland | Eredivisie     | 6          | 4          | –     | –     | –              | –              | –      | –      | 6      | 4      |
| 1960/61 | NAC    | Nederland | Eredivisie     | 26         | 14         | 3     | 4     | –              | –              | –      | –      | 29     | 18     |
| 1961/62 | NAC    | Nederland | Eredivisie     | 28         | 17         | 2     | 1     | –              | –              | –      | –      | 30     | 18     |
| 1962/63 | NAC    | Nederland | Eredivisie     | 29         | 17         | 1     | 0     | –              | –              | –      | –      | 30     | 17     |
| 1963/64 | NAC    | Nederland | Eredivisie     | 21         | 14         | 1     | 0     | –              | –              | –      | –      | 22     | 14     |
| 1964/65 | NAC    | Nederland | Eredivisie     | 20         | 2          | 4     | 2     | –              | –              | –      | –      | 24     | 4      |
| 1965/66 | NAC    | Nederland | Eerste divisie | 28         | 19         | 5     | 4     | –              | –              | –      | –      | 33     | 23     |
| 1966/67 | NAC    | Nederland | Eredivisie     | 30         | 9          | 4     | 1     | –              | –              | –      | –      | 34     | 10     |
| 1967/68 | NAC    | Nederland | Eredivisie     | 26         | 6          | 3     | 1     | 4              | 3              | –      | –      | 33     | 10     |
| 1968/69 | NAC    | Nederland | Eredivisie     | 31         | 11         | 2     | 0     | –              | –              | –      | –      | 33     | 11     |
| 1969/70 | NAC    | Nederland | Eredivisie     | 18         | 8          | 1     | 0     | –              | –              | –      | –      | 19     | 8      |
| 1970/71 | NAC    | Nederland | Eredivisie     | 19         | 8          | 0     | 0     | –              | –              | –      | –      | 19     | 8      |
| Totaal  | Totaal | Totaal    | Totaal         | 282        | 129        | 26    | 13    | 4              | 3              | 0      | 0      | 312    | 145    |